# Insurrection (album)
Insurrection – siódmy album studyjny francuskiej power metalowej grupy Nightmare, wydany 11 września 2009 roku.

## Lista utworów
1. „Eternal Winter” – 05:09
2. „The Gospel Of Judas” – 04:14
3. „Insurrection” – 04:55
4. „Legions Of The Rising Sun” – 05:01
5. „Three Miles Island” – 08:43
6. „Mirrors Of Damnation” – 05:25
7. „Decameron” – 04:50
8. „Target For Revenge” – 06:20
9. „Cosa Nostra” (Part I: The Light) – 05:20
10. „Angels Of Glass” – 04:19

## Wykonawcy
- Jo Amore – wokal
- J.C. Lefevre – gitara
- Franck Milleliri – gitara
- Yves Campion – gitara basowa
- David Amore – perkusja